# 기독교입국론
기독교입국론(基督敎立國論)은 이승만이 그의 저서 독립정신에서 주장한 사상이다. 그는 조선 성리학의 문제점을 지적하고 서구 열강이 기독교에 기초하여 발전된 문명을 이룩한 것을 서술하면서 한반도에 기독교를 이념으로 한 새로운 국가를 건설할 것을 주장하였다.
| “ | 예수교회에서 따로 선교사 재목을 배양하는 학교를 설치하여 총명 자제를 택하여 들어가 공부하게 하여가지고 공부가 졸업 되는대로 뜻을 따라 외국이나 혹 선교사 청하는 곳을 찾어 파송하여 인심을 감화하게 하나니 이런 일은 백성끼리 빈부간 자의로 수합하여 자본을 모아 전조하는고로 월급이 항상 다른 일하는 이보다 적으며 일이 항상 고초와 환란을 달게 여기고 행할 뿐 아니라 지금은 가장 총명하고 지혜있는 자 무수히 자원하여 들어가 공부하매 당초에 공부하는 본의부터 제 일신의 화복안위는 잊어버리고 몸을 죽여서라도 남을 구제하며 남을 가르쳐 옳고 좋은 길로 인도하기를 평생 직책으로 여김이니 이런 사람이 많이 늘수록 완만하던 자 공손히되며 어둡던 자 밝어지며 괴롭던 자 즐거워져서 세상이 차차 화평안락한 곳이 되나니 이 어찌 교회의 효험이 아니리요. | ” |

| “ | 어두움 속의 드러나지 않은 악행과 마음속에 숨어있는 허물은 인간 세상의 형사(刑吏)와 옥리(獄吏)가 다스릴 수 있는 것이 아니다. 반드시 전지(全知)하고 전능(全能)하신 성신(聖神)을 마음 다스리는 법관으로 삼고, 지인(至仁)하고 지선(至善)한 교화를 어둠을 비추는 법의 거울로 삼아야 한다. 그리하여 백성에게 상(上)의 치리(治理)는 천상(天上)·지하 (地下)·수중(水中)의 만물(萬物)·만생(萬生)과 모든 인간이 평생 행하는 바를 하나도 빠짐없이 정확히 알고 훤히 보고 있다는 것을 알게 해야 한다. 그렇게 되면 마음이 생각하고 몸이 행하는 것은 어느 하나의 선(善)이나 어느 하나의 악(惡)이라도 벌을 피할 수도 없으며 후세에서라도 상을 받기 때문에 감히 자신을 속이거나 남을 속일 수 없게 된다. 그리하여 다시 자신을 미루어 남을 사랑하고, 선을 행하기를 즐길 뿐 아니라 저절로 악을 행하기를 두렵게 여길 것이며, 심지어 원수를 은혜로 갚고 자신을 희생하여 세상에 속죄할 것이다. 대개 이것은 그 소망이 한때의 부화와 허영(虛榮)에 있지 않고 영세의 장생(長生)과 원만한 행복(圓福)에 있기 때문이다. | ” |